# Tankbeläggning

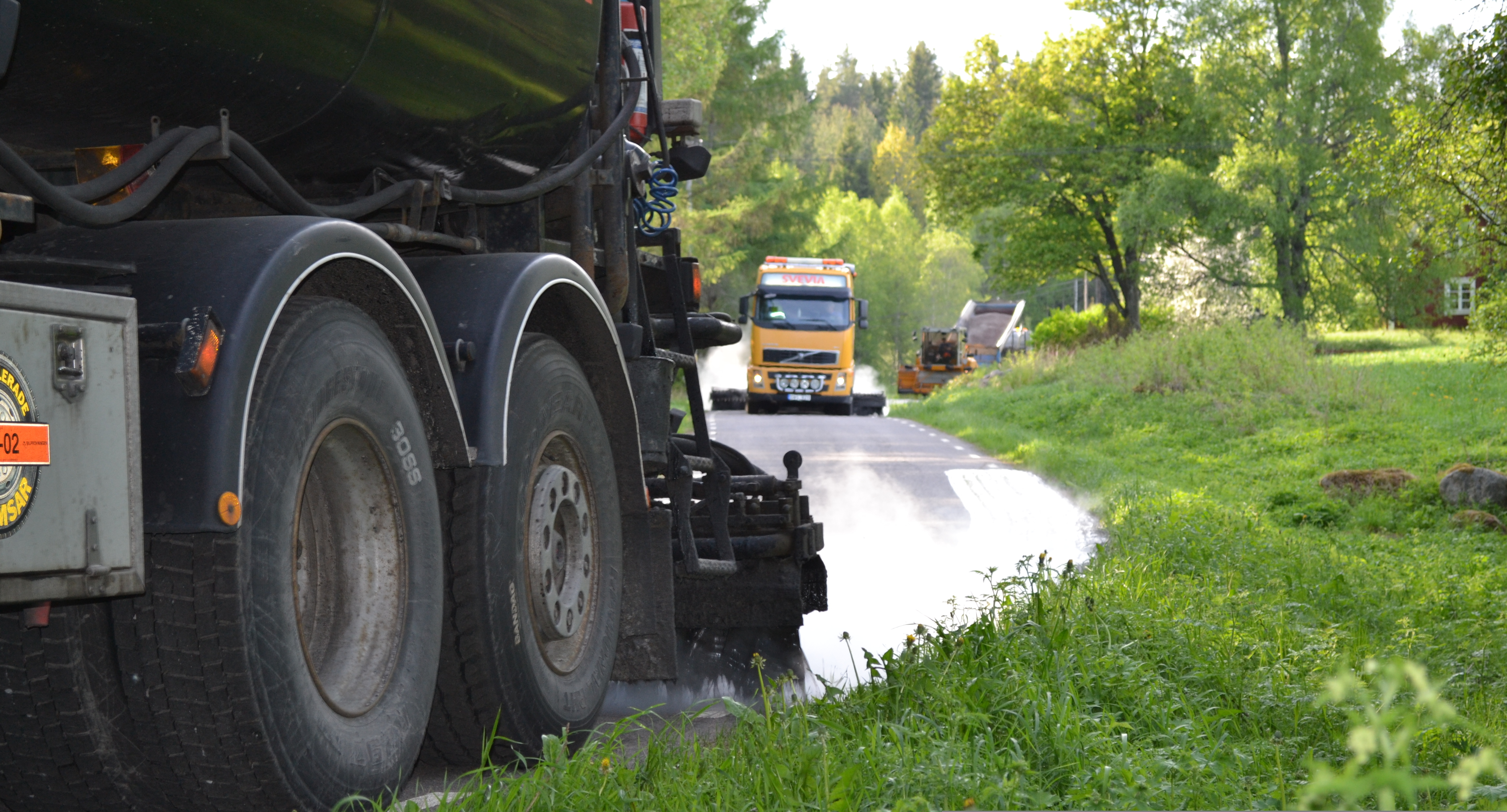
Första spridarbilen som sprider ut bindemedlet på en belagd väg inför en ytbehandling. I bakgrunden syns den andra spridarbilen och singelspridaren som applicerar stenmaterialet.

Tankbeläggning är en vägbeläggning som till skillnad från konventionella beläggningstyper blandar stenmaterial och bindemedel ute på vägen. Bindemedlet körs upphettat från en emulsionskvarn eller bindemedelsdepå till den aktuella vägsträckan medan stenmaterial och bindemedel läggs var för sig direkt på vägen.

## Sorter
Tankbeläggning som metod kan användas för flera sorters underordnade beläggningar. Dessa är exempelvis:
- Indränkt makadam (IM) – Innebär att man först lägger ut ett lager makadam som man sedan sprider bindemedel över för att täta och binda ihop stenarna. På detta sprids sedan antingen bara ett lager av stenmaterial, eller ytterligare ett lager stenmaterial – bindemedel – stenmaterial. Då kallas typen för Indränkt Makadam Tät (IMT) . Indränkt makadam kan även användas för att bidra till ökad bärighet och dessutom används för att justera ojämnheter på den befintliga vägytan. Vid en sådan justering kallas beläggningen just för Justerad Indränkt Makadam (JIM). Indränkt Makadam används med fördel på både belagda vägar och grusvägar.

- Ytbehandling enkelt lager bitumenbundet underlag (Y1B) respektive enkelt lager grusbundet underlag (Y1G) – Innebär att man på befintlig väg sprider bindemedel och därefter stenmaterial som täcker bindemedlet. Stenarna vältas fast och överblivet stenmaterial sopas därefter. Ytbehandlingen ger en sliten väg utökad livslängd genom att ge ett tätande ytskikt och slitlager. Ytbehandlingar ger dock inget i form av ökad bärighet eller jämnhetsjusteringar såsom en indränkt makadam.

## Tankbeläggning i Sverige
Under 2018 var det fyra aktörer aktiva på den Svenska marknaden; NCC, Svevia, Skanska och PEAB.